# 超限效應
超限效應，是一㮔心理效應，指一個人，如過所接受的信息太多，刺激過度或過強，或時間太長，會出現極不耐煩的感覺，甚至出現逆反、叛逆等現象。